# Цепки
Цепки (словен. Cepki) — поселення в общині Копер, Регіон Обално-крашка, Словенія. Висота над рівнем моря: 51,9 м.